# Bond van Orde door Hervorming

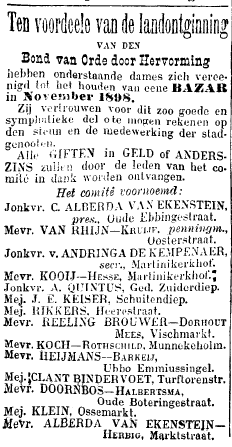
Advertentie in het Nieuwsblad van het Noorden d.d. 4 oktober 1898

De Bond van Orde tot Hervorming was een in 1893 in Groningen opgerichte anti-socialistische organisatie met als doel armoedebestrijding.

## Geschiedenis
De Bond van Orde tot Hervorming werd in 1893 opgericht door de Finsterwolder notaris en oud-burgemeester van Vlagtwedde Arnold Hendrik Koning. Koning was geschrokken van de activiteiten van de socialisten in Oost-Groningen, waarbij het tot ongeregeldheden kwam in zijn woonplaats Finsterwolde. Net als de in Utrecht opgerichte Oranjebond van Orde streefde de Bond van Orde tot Hervorming naar verbetering van de woon- een leefomstandigheden van de onderklasse teneinde het socialisme een halt toe te roepen. De Bond van Orde tot Hervorming zocht aansluiting bij de tien jaar eerder opgerichte Partij van Orde, maar verzelfstandigde weer in 1899. In 1900 kreeg de vereniging koninklijke goedkeuring. De bond zette werkgelegenheidsprojecten op en gaf ondersteuning aan armen. Het orgaan van de bond was getiteld "Ordelijke hervorming". De bond telde op haar hoogtepunt 1100 leden. Gaandeweg ging de bond over tot het verhuren van volkstuinen. Na de Tweede Wereldoorlog was de bestaansreden van de bond verdwenen. In 1961 werd de vereniging opgeheven. Het kapitaal van de bond werd ondergebracht in een nieuwe - nog steeds bestaande - stichting "Algemeen Maatschappelijk Werk Bond van Orde". De stichting bezit onder andere volkstuinen in de Piccardthof.